# Tim McIlrath
Timothy "Tim" James McIlrath (Indianapolis, Indiana, 1978. november 3. –) amerikai rockzenész. Ő az énekese, ritmusgitárosa, dalszerzője és társalapítója a Rise Against amerikai punk-rock zenekarnak. McIlrath állatvédő aktivista, és zenekarával aktívan támogatja a PETA-t.

## Magánélet
Tim McIlrath 1978. november 3-án született Indianapolisban. Fiatal korában olyan regényeket olvasott, mint az 1984 George Orwelltől és a Szép új világ Aldous Huxley-től, amelyek befolyásolták későbbi munkáit.
Heterokrómia nevű betegsége révén a jobb szeme barna, a bal pedig kék színű.
Tinédzser korában McIlrath barátai a gördeszka iránt érdeklődtek, ezért pénzt gyűjtött, hogy vehessen magának egyet. De ahogy egyre jobban érdeklődött a zene iránt, úgy döntött, inkább egy gitárt vesz a spórolt pénzéből. Így szerezte meg első gitárját, egy Gibson SG-t.

## Oktatása
A Rolling Meadowsi gimnáziumba járt. Itt forgatták a "Make it stop (September's Children)" című szám videóklipjét. A Northeastern Illinois Egyetemen angol és szociológia szakon tanult. Az egyetem első évében találkozott Joe Principe-pal egy Sick of It All koncerten. Principe megkérte Timet, hogy énekeljen fel vele pár dalt, amit rögzítenek. Ekkor alakult meg a Rise Against, és McIlrath otthagyta az egyetemet.

## Jelenleg
McIlrath nős, felesége Erin. Két lányuk van, Blythe és Scarlet. Vegán, és gyerekeit is így neveli. Római katolikus, de nem gyakorolja vallását.

## További információ
- Tim McIlrath az Internet Movie Database-ben (angolul)
- Tim McIlrath a Rotten Tomatoeson (angolul)